# Skyggen af en helt
Skyggen af en helt er en dokumentarfilm fra 2015 instrueret af Laurits Munch-Petersen efter manuskript af Anders Østergaard og Laurits Munch-Petersen.

## Handling
En film om familiehemmeligheder. Den handler om, hvad sorg over en død soldat kan gøre for en familie, og hvordan det igennem generationer kan splitte familier fra hinanden. I slutningen af 1930'erne rejste 550 frivillige unge danske mænd afsted til den Spanske Borgerkrig for at kæmpe imod fascismen i Europa. 220 af disse mænd kom aldrig hjem igen, og én af dem var den danske poet og kunstner Gustaf Munch-Petersen. Han rejste fra sin gravide kone, Lisbet, og sin et-årige datter midt om natten, og efterlod kun et kort afskedsbrev, der forklarede hans valg om at drage i krig for at kæmpe for den frihed, han troede så inderligt på i kunsten såvel som livet. I de følgende måneder udvekslede parret breve, men brevene fra Spanien stoppede pludseligt. Gustaf Munch-Petersen var faldet. Han blev senere et ikon for den spanske borgerkrigs frivillige, og ikke mindst en af de største 'unge døde' i dansk litteratur. For hans familie blev han manden man ikke omtalte.